# Detrekőváralja
Detrekőváralja (szlovákul Plavecké Podhradie, németül Blasenstein) község Szlovákiában, a Pozsonyi kerület Malackai járásában.

## Fekvése
Malackától 18 km-re északkeletre fekszik.

## Története
Környéke már az őskorban lakott volt. A falu és a vár közötti 495 m magas kúpon Hallstatt-kori erődítmény nyomait találták, mellette a kőkori ember által lakott barlangokkal.
Detrekő vára a 13. század középén épült királyi várként. 1273-ban Ottokár cseh király sikertelenül ostromolta, Csák Máté sem tudta elfoglalni. Később a Szentgyörgyi és Bazini grófoké, a Serédyeké, a Salm, a Fugger és a Balassa családé volt. A 17. században, 1641-ben a Pálffyaké lett, akik bővítették. A kurucok elfoglalták, de 1706-ban visszavették a császáriak, falai alatt verte meg Starhemberg tábornok Ocskay kuruc csapatait 1707-ben. A 18. században lakói sorsára hagyták, azóta pusztul.
A falut 1274-ben említik először.
Fényes Elek szerint "Detrekő-Váralja, (Blansenstein, Podragy), Pozson m. tót falu, D. Sz.-Miklóshoz 1/2 órányira. Lakja 679 kath., 21 zsidó. Ide tartozik a detrekői puszta. Van itt az uraságnak szép kastélya, s gazdaságos épülete, tágas szép erdeje, vadas kertje, nagy majorsága, és juhtenyésztése, tehenészete, ritka készületű fürészmalma. Hajdan gr. Fuggerek birták, kiktől I. Ferdinánd megvévén, Balassa Menyhártnak ajándékozta. III. Ferdinánd alatt pedig gr. Pálffy Pál nádor a Fiskustól megvette, s most feje egy uradalomnak, mellyhez Malaczka, Gajár, mv. 25 falu és két puszta tartozik. A váromladékhoz nem messze találtatik egy barlang, mellyet ez előtt mintegy 45 esztendőkkel talált fel egy pásztor gyermek; s benne a csepegőkövekből összeállott oszlopok, s más külömbféle tárgyak nézést érdemlenek, legközelebbi időkben pedig a helység felett függő magas Rachstun hegyében ismét egy másik, még az elsőnél nagyobb kiterjedésü találtatott. F. u. a várnak s uradalomnak hg. Pálffy. Ut. p. Malaczka."
A trianoni békeszerződésig Pozsony vármegye Malackai járásához tartozott.

## Népessége
| Év:            | 1994. | 2004.   | 2014.   | 2024.   |
| -------------- | ----- | ------- | ------- | ------- |
| Emberek száma: | 692   | 696     | 674     | 727     |
| Eltérés:       |       | +0,57 % | -3,16 % | +7,86 % |

| Év:            | 2023. | 2024.   |
| -------------- | ----- | ------- |
| Emberek száma: | 719   | 727     |
| Eltérés:       |       | +1,11 % |

1910-ben 662, túlnyomórészt szlovák anyanyelvű lakosa volt.
2011-ben 699 lakosából 661 szlovák, 5 cseh, 2 magyar és 31 ismeretlen nemzetiségű volt.

## Nevezetességei
- A falutól északra, 420 m magas hegy csúcsán magasodnak Detrekő várának falai.
- A faluban 17. századi, négytornyos, reneszánsz Pálffy-várkastély áll.

## Híres emberek
- Itt élt és nyomtatta ki műveit Bornemisza Péter költő, Balassi Bálint nevelője.
- Itt dolgozott Mantskovits Bálint nyomdász.